# Eurybia elvina
Eurybia elvina is een vlindersoort uit de familie van de prachtvlinders (Riodinidae), onderfamilie Riodininae.
Eurybia elvina werd in 1910 beschreven door Stichel.